# Johan Abraham Hamilton

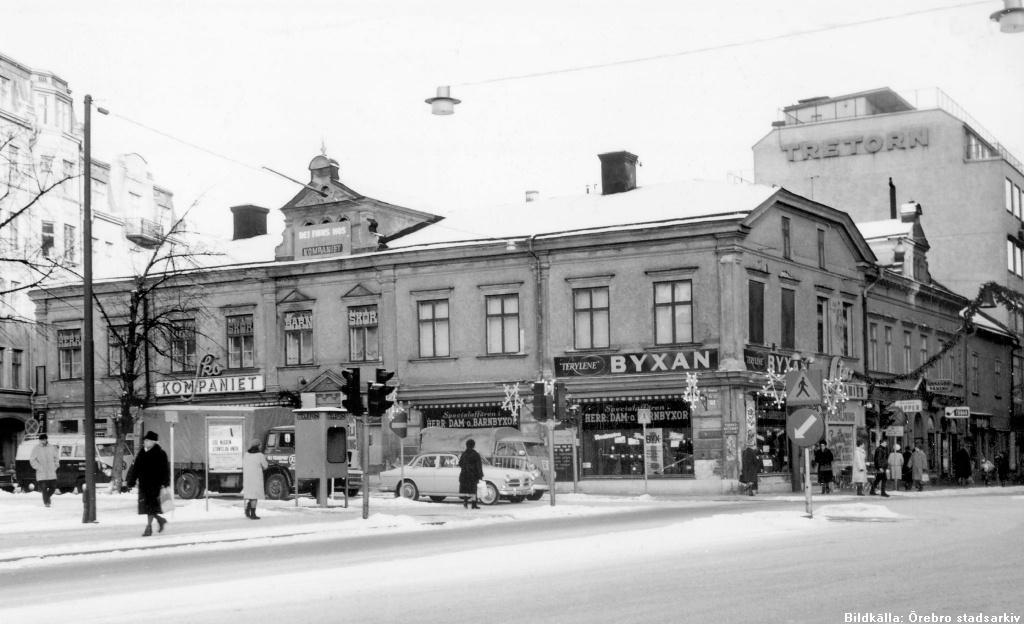
Hamiltonska (senare Burenstamska) huset (nu rivet) vid Järntorget i Örebro.

Johan Abraham Hamilton, född 20 januari 1734, död 13 februari 1795, var en svensk friherre i Hamilton af Hageby och fideikommissarie till Boo fideikommiss. Han utnämndes till kammarherre 1756 och hovmarskalk år 1762.

## Biografi
Hamilton var landshövding i Kopparbergs län åren 1763–65 och i Närkes och Värmlands län 1766–1779. Han blev den siste som var landshövding över både Närke och Värmland. Mellan 1779 och 1780 fortsatte han sedan att vara landshövding över Örebro län. Under sin tid i Örebro uppförde han det s.k. Hamiltonska huset vid nuvarande Järntorget. Efter Hamiltons död såldes detta till brukspatronen Olof Burén, adlad Burenstam, varefter det kom att kallas Burenstamska huset. Huset stod kvar in på 1970-talet.
Hamilton var den landshövding som under åren 1766–1780 lät anlägga Slottsparken vid Örebro slott. Bl.a. lät han bygga en stenbro mellan Slottsparksholmen och Svartåns södra strand.

## Övrigt
Hamilton köpte 1760 en orgel från Vadstena och skänkte den 1764 till Bo kyrka. Orgeln hade 12 stämmor, en manual och pedal. Den sattes upp och renoverades av orgelbyggare Gustaf Lagergren.